# Дівчина з перловою сережкою (картина)
«Дівчина з перловою сережкою» (нід. Het meisje met de parel) — одна з найвідоміших картин нідерландського художника Яна Вермера.
Картина підписана «IVMeer», але не датована. Згідно з відомостями музею Мауріцхейс, де картина зберігається в цей час, вона була написана близько 1665. Про неї відомо дуже мало. Невідомо, чи писав Вермер її на замовлення, хто в такому разі був замовником і ім'я зображеної дівчини. За однією з версій художник зобразив власну доньку Марію. Хай там як, але очевидно, що це незвичайний портрет. Художник спробував зафіксувати момент, коли дівчина повертає голову у бік глядача до когось, кого вона щойно помітила. Відповідно до назви, увагу глядача сфокусовано на перловій сережці у вусі дівчини.
Сьогодні картину відносять до жанру, званого в Голландії XVII століття «tronie», яким позначали зображення голови людини, а не повноцінні портрети. Під час реставрації картини в 1994 році вдалося підкреслити витонченість кольорового рішення і привабливість погляду дівчини, спрямованого на глядача. За порадою Віктора де Стуера, який багато років наполегливо боровся за збереження на батьківщині художника його рідкісних полотен, А. А. дес Томбо придбав картину на аукціоні в Гаазі в 1881 році всього лише за два гульдени та тридцять центів. Картина перебувала в жалюгідному стані. У дес Томбо не було спадкоємців, і він подарував «Дівчину з перлинною сережкою» разом з кількома іншими картинами музею Мауріцхейс в 1902 році.
У 1937 році з'явилася дуже схожа картина, яку теж приписували Вермеру. Її передав в Національну галерею мистецтв у Вашингтоні колекціонер Ендрю В. Меллон. Зараз вона вважається підробкою під Вермера, яку на початку XX століття написав копіїст Тео ван Війнгаарден, друг Хана ван Меегерена.

## У масовій культурі
- У 2003 році за однойменним романом Трейсі Шевальє Анандом Такером було знято художній фільм «Дівчина з перловою сережкою», в якому гіпотетично відновлена історія створення полотна в контексті біографії та сімейного життя Вермера.
- У фільмі «Малхолланд Драйв» у квартирі тітки Бетті можна побачити портрет Беатріче Ченчі, причому зазвичай його помилково вважають за творіння Яна Вермера «Дівчина з перловою сережкою» через тюрбан і поворот голови.
- У фільмі «Загадкова шкіра» 2004 р. можна побачити картину «Дівчина з перловою сережкою» в сцені з головним героєм і ВІЛ-інфікованим клієнтом.
- У фільмі «Однокласниці (St Trinian's)" 2007 р. школярки викрадають картину «Дівчина з перловою сережкою» з Лондонської Національної галереї.